# 프로포즈 (2009년 영화)
《프로포즈》(영어: The Proposal)는 2009년 미국 로맨틱 코미디 영화이다.

## 줄거리
성공가도를 달리며 뉴욕의 출판사 편집장으로 일하고 있는 캐나다인 마거릿은 비자 문제로 모국인 캐나다로 추방 당할 위기에 처하자 부하 직원인 앤드루에게 자신과 결혼해줄 것을 명령하고, 앤드루 또한 승진이란 대가에 혹한 나머지 상사의 약혼자 행세를 하게 되면서 펼쳐지는 로맨틱 코미디이다. 마거릿과 앤드루는 처음엔 서로의 이익을 위해 약혼자 행세를 하지만, 이후 두 사람 사이에 많은 일들이 벌어지면서 결국 둘이 사랑에 빠져 결혼하게 된다.

## 출연
- 샌드라 불럭 - 마거릿 테이트 역
- 라이언 레이놀즈 - 앤드루 팩스턴 역
- 말린 오케르만 - 거트루드 역
- 크레이그 T. 넬슨 - 조 팩스턴 역
- 메리 스틴버전 - 그레이스 팩스턴 역
- 베티 화이트 - 할머니 애니 팩스턴 역
- 데니스 오헤어 - 길버트슨 씨 역
- 오스카르 누녜스
- 마이클 누리
- 아시프 만드비
- 마이클 모즐리